# Karuselldörr

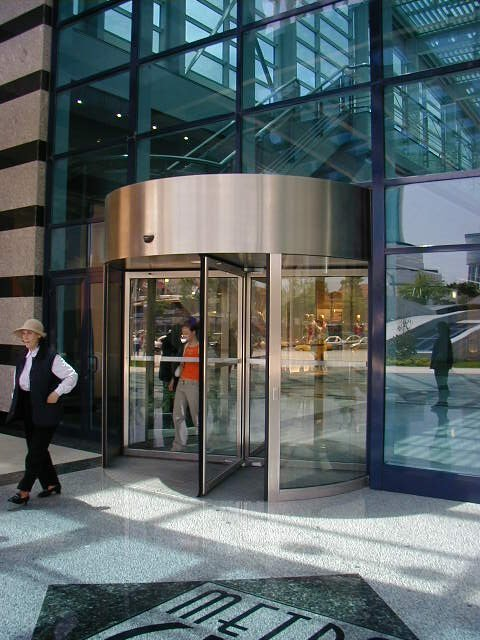
En karuselldörr i Turkiet.

Karuselldörr eller snurrdörr är en typ av dörr som typiskt består av långsamt roterande dörrblad. Dessa hänger på en roterbar vertikal axel, vanligtvis med en rund inkapsling.
Karuselldörren gör även tjänst som luftsluss. Den används ofta i entréer till flyghallar, varuhus och liknande lokaler där man beroende på årstid önskar en annan temperatur inomhus än utomhus. 